# Baldratia
Baldratia is een muggengeslacht uit de familie van de galmuggen (Cecidomyiidae).

## Soorten
- B. salicorniae Kieffer, 1897
- B. similis Mohn, 1969
- B. suaedae Mohn, 1969